# Rubén Gallego
Rubén González Gallego (Moscou, 20 de novembre de 1968) és un escriptor russo-espanyol.

## Biografia
Net del dirigent prosoviètic del Partit Comunista d'Espanya a l'exili Ignacio Gallego, va néixer a Moscou severament afectat de paràlisi cerebral, de manera que només tenia mobilitat en un dit. Després de passar un any i mig amb la seva mare, Aurora Gallego, una traductora poliglota, filla d'Ignacio Gallego, li van dir a ella que el seu fill havia mort, però en realitat va quedar reclòs en una institució per a fills irrecuperables de jerarques comunistes. Va sobreviure en diferents orfenats per tota l'URSS, fins que va acabar en el període 1986-1990, en un asil per a gent gran al qual s'hi encabien els minusvàlids classificats com a incapaços de fer cap feina. Va haver de lluitar fins i tot per esbrinar qui era: el net d'un dirigent comunista espanyol. Va aconseguir llicenciar-se en dret i informàtica. Aprofitant el desordre general que va provocar la perestroika, es va escapar el 1990 i va continuar la recerca dels seus orígens, fins que va trobar sa mare a Praga l'any 2001, després de múltiples peripècies per tot Europa, i mercès a un programa de ràdio. Estava molt malalt, però fou operat a Espanya i es va salvar.

## Obra
Rubén Gallego ha escrit fins ara dos llibres: Blanco sobre negro (2003 - Premi Booker rus), editat a disset països, que narra una història de superació de la malaltia, i Ajedrez (2005), que conta l'amistat entre dos infants, Misha i Rubén, que lluiten per la supervivència en un orfenat rus, unint les seves forces (el primer no es pot moure però té una magnètica personalitat, i el segon es desplaça en cadira de rodes) per tal d'anar guanyant, dia a dia, la seva pròpia partida d'escacs vital. Segons l'autor, "una de les idees principals del llibre és la relació entre l'intel·lectual i l'emocional. Un nen minusvàlid està obligat a desenvolupar l'intel·lecte i a deixar de banda els sentiments si vol sobreviure, però després, en créixer, la societat pensa que és un monstre, malgrat que simplement sigui una persona". El llibre està estructurat en tres actes, com una peça dramàtica, i comença i acaba amb dues escenes metafòriques protagonitzades per un doctor i un àngel, mentre que el nucli del llibre, ple d'ironia i tendresa, està compost per petits relats "com si fossin els moviments d'una partida, en la qual els nens són peons que no saben qui els mou". Ambdós llibres tenen un fort contingut autobiogràfic i, a banda dels seus intrínsecs valors històrics, socials i humans, la literatura de l'autor té un estil àcid i intel·ligent i amb ella aconsegueix conscienciar els lectors sobre el sentit i valor de l'amistat i que a la vida les persones no són peces d'escacs. En unes declaracions durant la presentació del seu segon llibre, l'autor va declarar que la vida de cada persona té molt a veure amb el teatre de l'absurd: "La nostra vida, aprofitant que som a Espanya, està relacionada amb la tradició de la novel·la picaresca i el teatre de l'absurd, que és una possibilitat d'expressar coses difícils o impossibles d'expressar de cap altra manera".